# Långsmaltjärnen (Lycksele socken, Lappland)
Långsmaltjärnen är en sjö i Lycksele kommun i Lappland och ingår i Umeälvens huvudavrinningsområde. Sjöns area är 0,04 kvadratkilometer och den befinner sig 220,1 meter över havet.